# جيمي داف
جيمي داف (بالإنجليزية: Jamie Duff)‏ (26 يناير 1989 بإنفرنيس في المملكة المتحدة - ) هو لاعب كرة قدم بريطاني في مركز الدفاع. شارك مع منتخب اسكتلندا تحت 21 سنة لكرة القدم. أما مع النوادي، فقد لعب مع نادي إنفرنيس وإلغين سيتي ‏.

## وصلات خارجية
- جيمي داف على موقع قاعدة بيانات كرة القدم.إي يو (الإنجليزية)
- جيمي داف على موقع Soccerbase.com (لاعب) (الإنجليزية)